# Dolenz, Jones, Boyce & Hart (альбом)
Dolenz, Jones, Boyce & Hart (иногда именуемый также 1976 The First Monkees Reunion) — единственный студийный альбом одноимённой супергруппы, состоявшей из двух участников американской поп-рок-группы The Monkees и композиторского дуэта Boyce & Hart.

## Об альбоме
Несмотря на коммерческий провал альбома, AllMusic опубликовали положительную рецензию, посчитав его недооценённым и написав о том, что у альбома было всё для того, чтобы стать культовой классикой. Вопреки откровенной лёгкости и слащавости, рецензент назвал его наиболее согласованным альбомом, записанным участниками The Monkees, с выпуска Pisces, Aquarius, Capricorn & Jones Ltd. 1967 года. Критик отметил подражание Джону Леннону, Deep Purple и Кенни Роджерсу в звучании альбома.

## Переиздание 2022 года
В 2022 году британская звукозаписывающая компания 7A Records приобрела первоначальные дорожки с музыкальными записями песен из Dolenz, Jones, Boyce & Hart и Concert in Japan и обновила их звучание. Оба альбома были выпущены 8 июля в формате 2×CD, а также 2×LP. Версия на компакт-диске включала в себя большой 40-страничный цветной буклет с ранее не публиковавшимися фотографиями, а версия на двух пластинках из 180-граммового винила продавалась в большой разворотной упаковке.

## Список композиций
| №   | Название                                                   | Вокал                                | Длительность |
| --- | ---------------------------------------------------------- | ------------------------------------ | ------------ |
| 1.  | «Right Now»                                                | Дэви Джонс                           | 2:46         |
| 2.  | «I Love You (And I'm Glad That I Said It)»                 | Бобби Харт                           | 3:09         |
| 3.  | «You and I»                                                | Микки Доленц                         | 2:46         |
| 4.  | «Teenager in Love»                                         | Микки Доленц                         | 3:00         |
| 5.  | «Sail On Sailor»                                           | Дэви Джонс, Бобби Харт, Микки Доленц | 3:44         |
| 6.  | «It Always Hurts the Most in the Morning»                  | Томми Бойс, Микки Доленц, Бобби Харт | 3:30         |
| 7.  | «Moonfire»                                                 | Микки Доленц                         | 3:31         |
| 8.  | «You Didn't Feel That Way Last Night (Don't You Remember)» | Микки Доленц                         | 2:25         |
| 9.  | «Along Came Jones»                                         | Микки Доленц, Бобби Харт, Дэви Джонс | 3:32         |
| 10. | «Savin' My Love for You»                                   | Микки Доленц                         | 3:24         |
| 11. | «I Remember the Feeling»                                   | Дэви Джонс, Микки Доленц             | 3:23         |
| 12. | «Sweet Heart Attack»                                       | Микки Доленц                         | 3:07         |

## Участники записи
- Микки Доленц — вокал, гитара, клавишные, ударные, перкуссия
- Дэви Джонс — вокал
- Томми Бойс — вокал, гитара
- Бобби Харт — вокал, клавишные